# 李菲儿
李菲儿（1987年10月3日—），中国女演员，辽宁人，原名李菲。

## 生平
2007年结束电视剧《鹿鼎记》拍摄之后，赴韩国Good Entertainment经纪公司，进行歌唱舞蹈的培训。在录制《最佳现场》时，李菲儿自曝韩国练习生時被迫整容。

## 个人生活
2007年，李菲儿与中国大陆男演员黄晓明交往，两人拍摄《鹿鼎記》而成为情恋人，交往以来一直未有承认恋情，同年，黄晓明邀请李菲儿拍摄MV《什么都可以》，2010年分手。
2021年1月，李菲儿参加综艺节目《乘风破浪的姐姐 (第二季)》，却牵引出过往曾传Angelababy介入她与黄晓明恋情，Angelababy被传是小三一事，其后，黄晓明与Angelababy先后发文澄清不是小三。另一說法是黃曉明於2009年介入陳偉霆與Angelababy，引發「而我不知道陳偉霆是誰」事件，令他們戀情告終。

## 作品

### 电视剧
- 2006年《康熙秘史》饰 端敏格格
- 2007年《大码头》 饰 林佩佩[7][8]
- 2008年《鹿鼎记》 饰 曾柔[9]
- 2009年《锁清秋》饰 苏心禾[10]
- 2009年《贤妻良母》饰 陈建徽
- 2009年《民国往事》饰 妙玉
- 2010年《欢迎爱光临》 飾 葉子
- 2013年《幸福的面条》飾 朱玲玲
- 2014年《奇葩一家亲》飾 颜小元
- 2016年《远得要命的爱情》飾 孟初夏
- 2016年《欢喜密探》飾 紅杏(客串)
- 2017年《我们的少年时代》飾 夏绿
- 2017年《龙凤店传奇》(網絡劇) 飾 凤儿
- 2022年《破晓东方》飾 孟小冬(客串)
- 待播中《良陈美锦》飾 宋妙华
- 待播中《女人花似梦》[11]
- 待播中《深海》

### 电影
- 2009年《绑架冰淇淋》
- 2009年 数字电影《尘网曦光》 饰 阿凤
- 2009年《日照重庆》
- 2009年《幸存日》
- 2013年《激戰》
- 2015年《搏击迷城》
- 2015年《男神时代》 饰 妖子
- 2016年《致我们终将到来的爱情》 饰 梁爽
- 待上映《昨日重现》

### 综艺节目
- 2011年《舞动奇迹（第三季）》[12][13]
- 2014年《花兒與少年（第一季）》[14]
- 2014年《明星家族的2天1夜》
- 2016年《如果爱（第三季）》
- 2018年《跨界歌王（第三季）》[15][16]
- 2021年《乘风破浪的姐姐 (第二季)》[17]
- 2024年《无限超越班（第二季）》

### 舞台剧
- 2008年 《雷雨》、《家》、《棕榈棕榈》、《日出》。

### 参演MV
- 2007-12-12 
黄晓明
《什么都可以》
- 2010-09-09 
迪克牛仔
《傻子的约定》

## 獎項
- 2014年 第12届中国长春电影节最佳女配角 《激戰》  （提名）
- 2015年 第17届华鼎奖 全国观众最喜爱的影视明星